# Znaki na drodze
Pour plus de détails, voir Fiche technique et Distribution.
Znaki na drodze (Des panneaux sur la route) est un film dramatique polonais, adapté du roman d'Andrzej Twerdochlib intitulé Gwiazda sezonu (La star de la saison), sorti en 1970.

## Synopsis
Michał, tout juste sorti de prison décide de finir avec son passé criminel et s'embauche dans une entreprise de transport où il est le seul à s'opposer contre les abus et les vols qui y sont monnaie courante. Avec l'aide de Jadwiga, la dispatcheuse, il déjoue un vol de ciment. Désormais sa vie change.

## Fiche technique
- Titre : Znaki na drodze
- Réalisation : Andrzej Jerzy Piotrowski
- Scénario : Andrzej Twerdochlib, Andrzej Jerzy Piotrowski
- Musique : Włodzimierz Nahorny
- Photographie : Antoni Nurzyński
- Montage : Krzysztof Osiecki
- Décors : Tadeusz Myszorek
- Costumes : Ewa Kowalska
- Pays d'origine : Pologne
- Format : Noir et blanc - Mono
- Genre : Tranches de vie
- Durée : 97 minutes
- Date de sortie : 1970

## Distribution
- Tadeusz Janczar: Michał Biel
- Galina Polskikh: Jadwiga, la dispatcheuse
- Leon Niemczyk: Pasławski, le chef de la base
- Leszek Drogosz: Stefan Jaksonek, le camarade de prison de Michał Biel
- Bolesław Abart: Sosin, un chauffeur
- Arkadiusz Bazak: Marian
- Ewa Ciepiela: Helena
- Janusz Kłosiński: Franciszek Waśko, un mécanicien
- Ryszard Kotys: Bulaga, un mécanicien
- Zygmunt Malanowicz: le lieutenant de police
- Jan Peszek: Bakalarzewicz, un chauffeur
- Jerzy Block: Kurek, le portier
- Władysław Dewoyno: le magasinier en prison
- Zbigniew Dobrzyński: Mika, un chauffeur
- Oskar Dewitz: Gondek, un chauffeur
- Henryk Hunko: un chauffeur
- Bolesław Idziak
- Mieczysław Janowski: Stokłosa, un chauffeur
- Eliasz Kuziemski: Wójcik, un chauffeur
- Mieczysław Łoza: un prisonnier
- Ferdynand Matysik: le gardien de prison
- Witold Pyrkosz: le patron de garage
- Jerzy Radwan
- Maria Wyrzykowska: La femme de Pasławski
- Tomasz Zaliwski: Michalak, un chauffeur

## Récompense
- Léopard d'or au Festival de Locarno[1],[2]